# Santa María del Río (kommun)
Santa María del Río är en kommun i Mexiko.   Den ligger i delstaten San Luis Potosí, i den centrala delen av landet, 300 km nordväst om huvudstaden Mexico City.
Följande samhällen finns i Santa María del Río:
- Santa María del Río
- Ojo Caliente
- Ejido la Pitahaya
- Cañada de Yáñez
- Estancia de Atotonilco
- Guanajuatito
- El Soyate
- El Tepozán
- San Juan Capistrán
- El Huizache
- Cerro Prieto
- El Álamo
- Barrancas del Pueblito
- La Boquineta
- Cerrito de Varas Blancas
- Ojo de Agua de las Flores
- Presa del Convento
- Entronque a Tierra Nueva
- Agostadero de Santa Bárbara
- Escalerillas
- Balneario de Lourdes Centro Vacacional
- Puerto de Victoria
- Loma Bonita
- Los Cuartos